# M-497黑甲蟲
M-497（英語：M-497 Black Beetle，暱稱黑甲蟲）是紐約中央鐵路在1966年由一輛巴德柴油鐵路客車改造的噴射引擎實驗車輛。雖然測試結果不錯，但後來仍將噴射引擎撤除改回一般客車。

## 概要
本車在一輛巴德柴油鐵路客車（RDC-3，有客室、行李室和郵政空間）車頂加上兩具二手通用電氣J47-19噴射引擎（此款引擎曾用在B-36和平締造者轟炸機上做輔助引擎），並在前端加上整流罩。本車改造後被送到印地安那州巴特勒和俄亥俄州斯特賴克間的路段進行測試。選擇這段路線的原因是這段路線幾乎為直線，且路線狀況較佳，但並未因車輛測試改善路線。本車在測試時車速曾達到183.68 mph（295.60 km/h），迄今仍是美國軌道車輛的最高速度。
即使在測試時有亮眼的表現，且利用既有車輛改造成高速鐵路列車成本較低，但這項測試計畫成果被認為無法商業化。紐約中央鐵路在測試時蒐集不少高速客車在美國既有鐵路路線上運轉時對路線造成影響的寶貴資料，但因紐約中央鐵路即將併入競爭對手賓夕法尼亞鐵路，且賓夕法尼亞鐵路已對美國運輸部資助的Metroliner投入相當精力，這些資料便被遺忘。

## 後續
噴射引擎撤除後，本車回復一般客車，由聯合鐵路於1977年退役，最後於1984年解體；噴射引擎則用在實驗性吹雪車X29493上。如同大部份噴射吹雪機，能有效除雪但也容易將道碴吹走。

## 外部連結
- 車輛外觀相片 （页面存档备份，存于）